# 内蒙古通用航空
内蒙古通用航空股份有限公司（英語：Inner Mongolia General Aviation Corporation）是一家位于内蒙古自治区的国有航空公司。从事通用航空短途运输及一般商业飞行业务。公司总部位于内蒙古呼和浩特市鄂尔多斯东街港湾大厦，以海拉尔东山国际机场为运营基地，办公地点海拉尔新区金领佳苑小区41B座。

## 历史
1951年，中国通用航空队伍开始建立。内蒙古自治区于1952年4-6月间，首次利用通用航空飞机在大兴安岭进行航空护林，它标志着内蒙古自治区利用通用航空的开始。以后逐渐发展到农业生产、牧业生产和其他（磁测、摄影、降雨、抢险救灾、急救、灭蚊蝇等）飞行作业。1966年9月18日，中国民航第11飞行大队由北京首都机场迁来呼和浩特白塔机场，从此内蒙古民航有了自己的通用航空飞行队伍，揭开了自治区通用航空快速发展的序幕。内蒙古民航的通用航空飞行队伍承担着内蒙古自治区、河北省、山西省、北京市、天津市及东北有关省市和河南省临时通用航空的农林牧业生产和救灾任务。
2013年10月31日，中国航空工业集团公司所属中航通飞华北公司与内蒙古民航资产管理公司、呼伦贝尔市人民政府共同增资，在呼伦贝尔中航通用航空有限公司的基础上组建，注册资金4.61亿元。中国首家运行CCAR-135部（小型航空器运营人）、CCAR-145部（工程维修）和CCAR-91部的通用航空企业。
2017年内蒙古自治区发展和改革委员会印发《内蒙古自治区“十三五”时期通用航空发展规划》，规划期限为2016-2020年，远期展望2030年，以培育通用航运营市场为重点，加快建设与综合交通运输体系无缝衔接的通用机场体系，培育和引进通用航运营企业及其相关配套维护保障企业，形成通用航空产业发展雏形，积极构建形成以海拉尔机场为中心的东北部通用机场群、以锡林浩特机场为中心的东南部通用机场群、以鄂尔多斯机场为中心的西南部通用机场群、以阿拉善左旗通用机场群为中心的西部通用机场群的4个通用机场群。通用航空业经济规模争取超过300亿元。

## 机队
固定翼飞机14架：
- 2架运12E飞机
- 4架赛斯纳208EX
- 2架小鹰500飞机
- 6架空中国王（英语：Beechcraft Super King Air）350I

## 商业航线
- 海拉尔东山-根河
- 海拉尔东山-满洲里西郊
- 满洲里西郊-根河
- 加格达奇-海拉尔东山-扎兰屯成吉思汗[6]，以包机形式开通，由河北中航通用航空国王350执飞
- 海拉尔东山-鄂伦春
- 海拉尔东山-新巴尔虎右旗宝格德[7]，赛斯纳208EX飞机执飞
- 左旗巴彦浩特-右旗巴丹吉林
- 左旗巴彦浩特-额济纳旗桃来
- 包头二里半-乌拉特中旗
- 鄂尔多斯伊金霍洛-呼和浩特白塔[8]
- 呼和浩特至大同、二连浩特、乌拉特中旗等航线的批复，
- “满洲里—海拉尔—阿尔山—乌兰浩特”